# تيلبيفودين
تيلبيفودين (بالإنجليزية: Telbivudine)‏ هو دواء مضاد للفيروسات يستخدم في علاج عدوى التهاب الكبد بي، تسوقه شركة الأدوية السويسرية نوفارتس تحت الاسم التجاري سيبيفو (أوروبا) وتايزيكا (الولايات المتحدة). أظهرت التجارب السريرية أن اعتماده أكثر فعالية من لاميفودين أو أديفوفير، وأقل احتمالا لمقاومتة.